# Даугавпілський краєзнавчий і художній музей
Даугавпілський краєзнавчий і художній музей (латис. Daugavpils Novadpētniecības un mākslas muzejs) — головний музей у латвійському місті Даугавпілсі, діючий від 1938 року. 
Заклад розташований за адресою:
вул. Ризька (Рігас), буд. 8, м. Даугавпілс, LV-5401 (Латвія).

## Історія
30 травня 1938 року відбулось офіційне відкриття Даугавпілського відділення Державного історичного музею, директором якого став О. Калейс. У перші роки експозиція музею знайомила відвідувачів з археологічними знахідками з берегів річки Двієте та озера Лубанс, а також з результатами розкопок Єрсицького та Дигнайського городищ. Також були представлені національні костюми та кераміка.

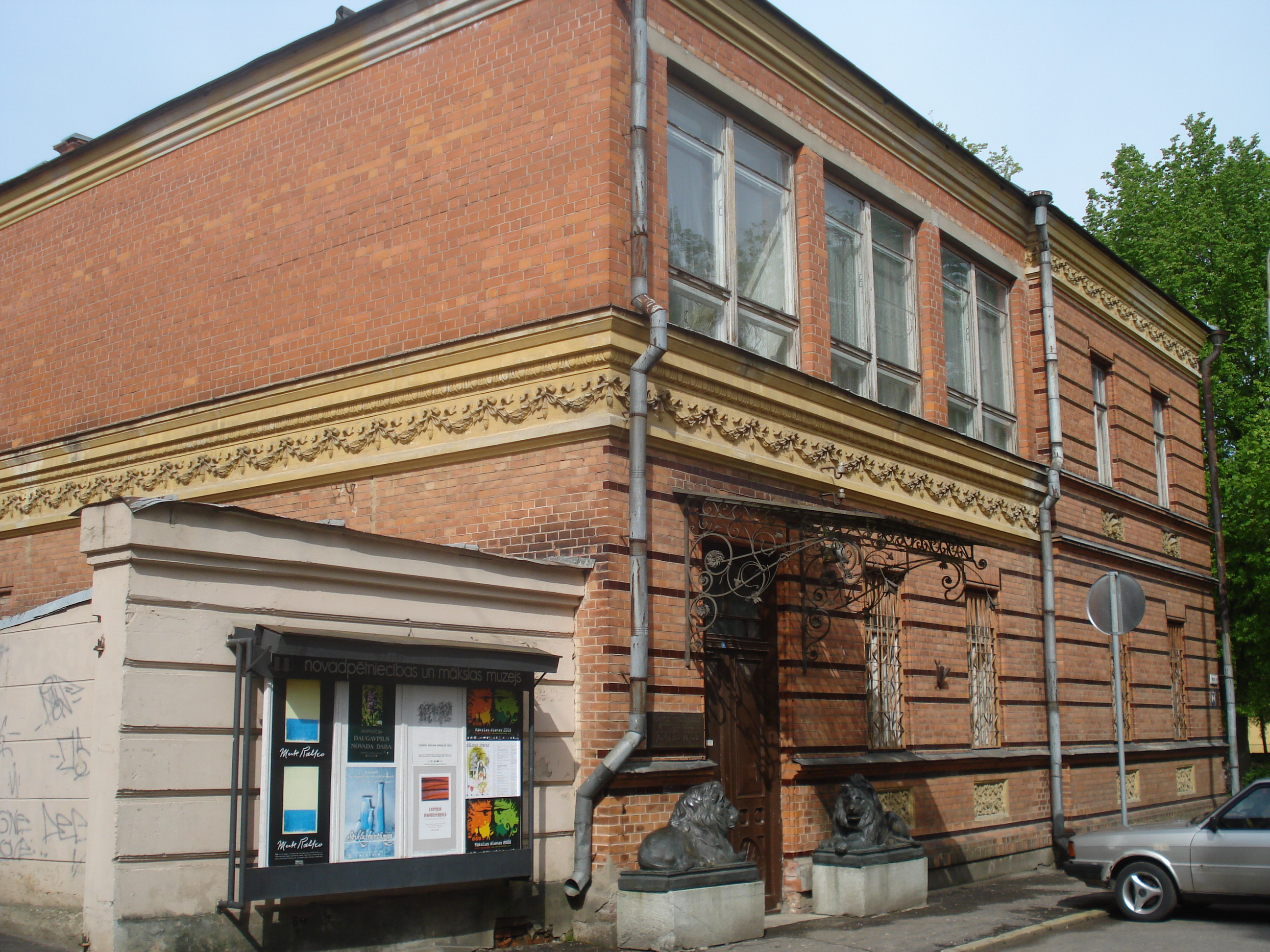
Виставкова зала музею (другий будинок музею)

Від 1944 року заклад містився у будівлі по вулиці 5 серпня (нині вулиця Вієнібас, буд. 3).
Від 1945 року музей отримав назву Даугавпілський краєзнавчий музей.
У 1959 році музей переїхав у будівлю, в якій міститься дотепер — історичний будинок, зведений 1883 року по вулиці Рігас 8.
1967 року Даугавпілському краєзнавчому музею додатково було передано прилеглий 2-поверховий будинок по вулиці Музею 7.
Наприкінці 1980-х років з внутрішнього боку музею прибудували нову частину, в якій розміщуються 2 виставкові зали, кабінети й музейні сховища. Таким чином, утворилось своєрідне «Музейне подвір'я».
Починаючи від 2007 року щороку в травні до Міжнародного дня музеїв у Даугавпілському краєзнавчому і художньому музеї організується й проводиться акція «Ніч музеїв».
За даними інформаційного туристичного центру, в 2007 році Даугавпілський краєзнавчий і художній музей відвідали близько 15 000 осіб.
Нині в музеї часто проводяться конкурси серед учнів міських шкіл. У «Музейному подвір'ї» під час проведення заходів встановлюється невелика сцена, лавиці й влаштовуються різноманітні вистави та ярмарки.

## Експозиції
У теперішній час (кінець 2000-х років) фонди Даугавпілського краєзнавчого і художнього музею нараховують близько 90 тисяч музейних предметів. 
Експозиція «Історія та культура Даугавпілського краю» розповідає про історію краю від IX тисячоліття до н. е. до 1940 року. 
1999 року в музеї відкрилась експозиція «Природа нашого краю», в якій представлені тварини (муміфіковані) і велика кількість комах, що населяють навколишні території. Крім того, тут представлені рослини, занесені до Червоної книги. 
У 2008 році з нагоди святкування 70-ліття музею була відкрита експозиція, присвячена Даугавпілсу в радянський час. У ній також представлені фотографії зруйнованого міста та модель зменшеного паровозу.
У одному з залів музею розташований макет Динабурзького замку. У цій залі також є можливість побачити скелет людини, знайдений у 1980-х роках при здійсненні земельних робіт.